# 엄브렐라 (바이오하자드)
엄브렐라 코퍼레이션(Umbrella Corporation)은 캡콤의 게임 바이오하자드 시리즈에 등장하는 가공의 기업이다. 그리고 영화 레지던트 이블에도 등장한다.

## 개요
회사명 "Umbrella"의 뜻은 "우산으로 인류를 보호한다."라는 뜻이다. 외견상으로는 업체지만, 뒤에서는 생물 무기 개발을 하고 있다.